# Odertor (Brzeg)
Das Odertor (polnisch Brama Odrzańska) ist ein ehemaliges Stadttor und war Teil der Stadtbefestigung von Brieg.

## Geschichte

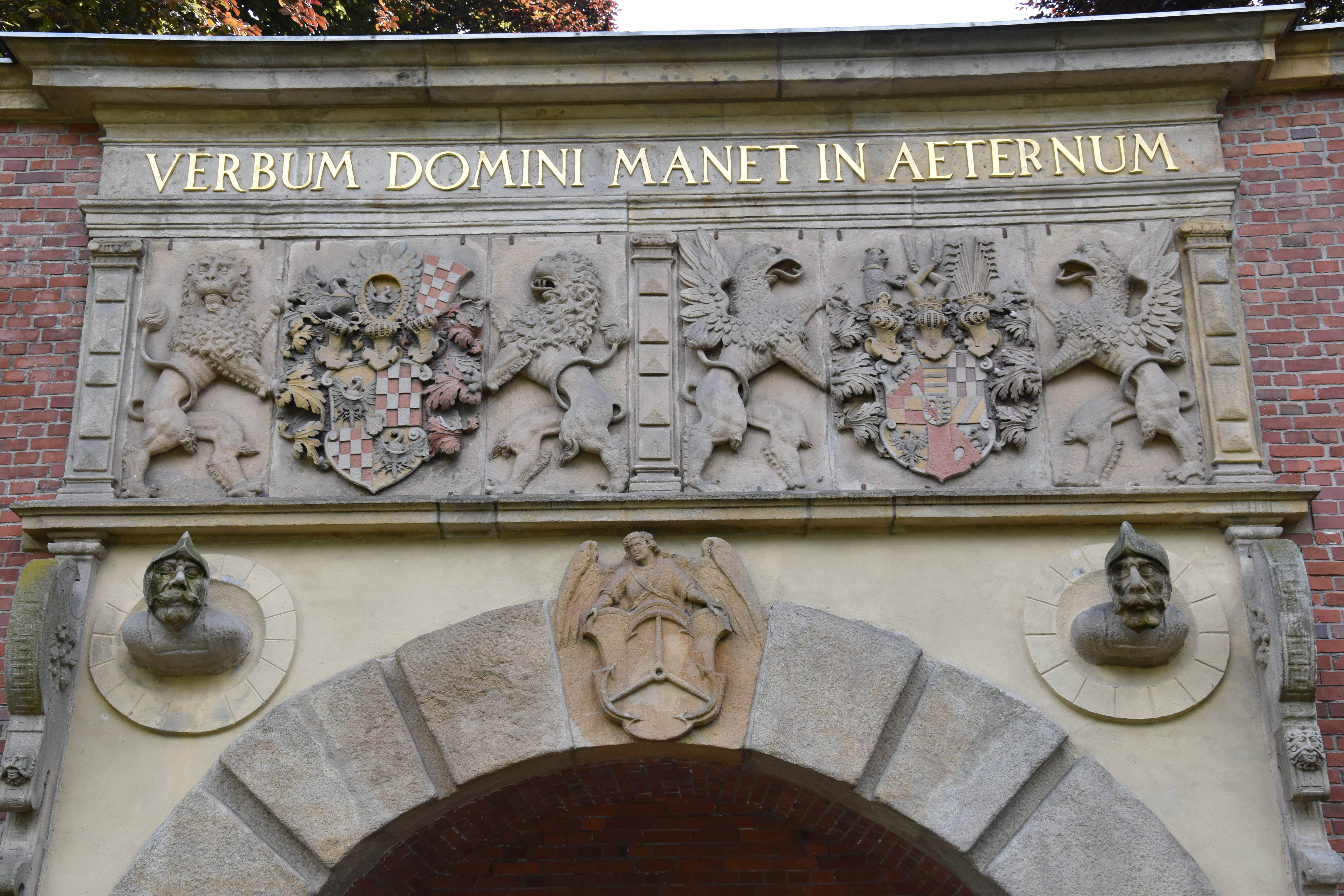
Detailaufnahme

Das bis heute erhaltene, jedoch örtlich versetzte Tor wurde 1595 im Stil der italienischen Spätrenaissance von Bernhard und Peter Niuron erbaut und befand sich ursprünglich auf der Bastion, die das Schloss Brieg von der Seite der Oder aus verteidigte.
Das Odertor führte zu einer bis 1844 genutzten hölzernen Zugbrücke über die Oder, etwas weiter flussabwärts als die heutige Brücke Most Piastowski. Der Sandsteinbau wurde von den Brieger Maurermeistern Georg Schober, Michael Kockert und Fabian Geppert errichtet.
Das Tor wurde 1895 mit dem Abriss der Stadtbefestigung von seinem ursprünglichen Standort entfernt und 250 m weiter in den 1911 gegründeten Julius-Peppel-Park (heute Park Nadodrzański) versetzt.

## Architektur
Der Torbau hat die Form eines Triumphbogens mit einer halbrunden, rustizierten Archivolte, die ein von einem Engel getragenes Wappen von Brieg schmückt. In einer Attika sind die  von Löwen- und Greifenpaaren gehaltenen Wappen des Herzogs Joachim Friedrich und seiner Gemahlin Anna Maria von Anhalt angebracht.
Über der Kartusche des Wappens befindet sich der Familienspruch der Brieger Herzöge in goldenen Lettern: „VERBUM DOMINI MANET IN AETERNUM“ (Petrus 1:25).